# Przedmoście (gmina)
Przedmoście – dawna gmina wiejska istniejąca w latach 1945–1954 w woj. wrocławskim (dzisiejsze woj. dolnośląskie). Siedzibą władz gminy były Przedmoście.
Gmina Przedmoście powstała po II wojnie światowej na terenie tzw. Ziem Odzyskanych (tzw. II okręg administracyjny – Dolny Śląsk). 28 czerwca 1946 gmina – jako jednostka administracyjna powiatu średzkiego – weszła w skład nowo utworzonego woj. wrocławskiego.
Według stanu z 1 lipca 1952 gmina składała się z 12 gromad: Głoska, Kadłub, Kobylniki, Komorniki, Księginice, Miękinia, Przedmoście, Słup, Szczepanów, Święte, Zabór Wielki i Źródła. Gmina została zniesiona 29 września 1954 wraz z reformą wprowadzającą gromady w miejsce gmin. Jednostki nie przywrócono 1 stycznia 1973 wraz z kolejną reformą reaktywującą gminy, a jej dawny obszar wszedł głównie w skład nowych gmin Środa Śląska i Miękinia.